# Chiesa della Presentazione di Maria (Mori, Italia)
La chiesa della Presentazione di Maria è la parrocchiale a Besagno, frazione di Mori, in Trentino. Fa parte della zona pastorale della Vallagarina dell'arcidiocesi di Trento e risale al IX o al X secolo.

## Storia

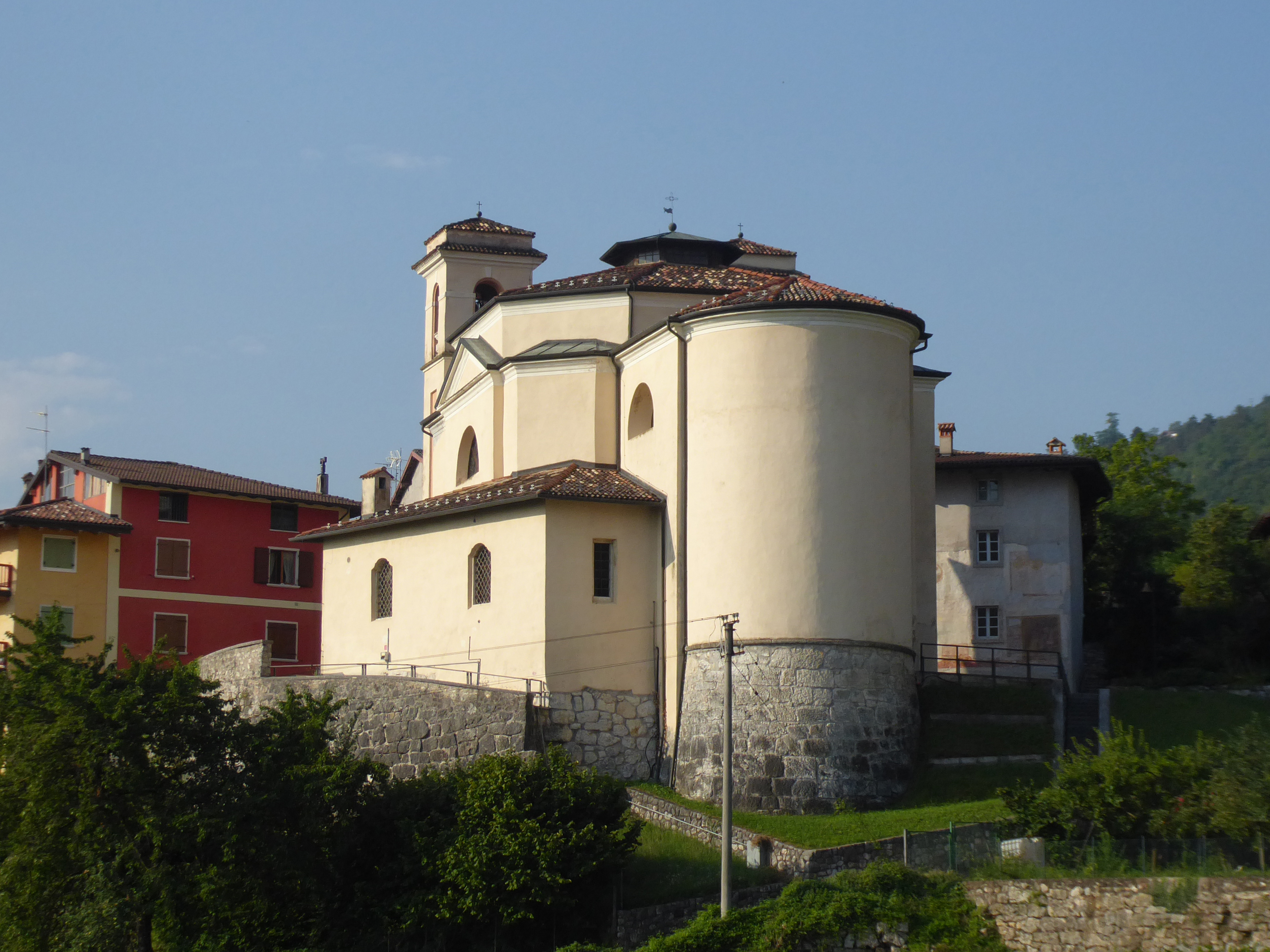
Vista del retro

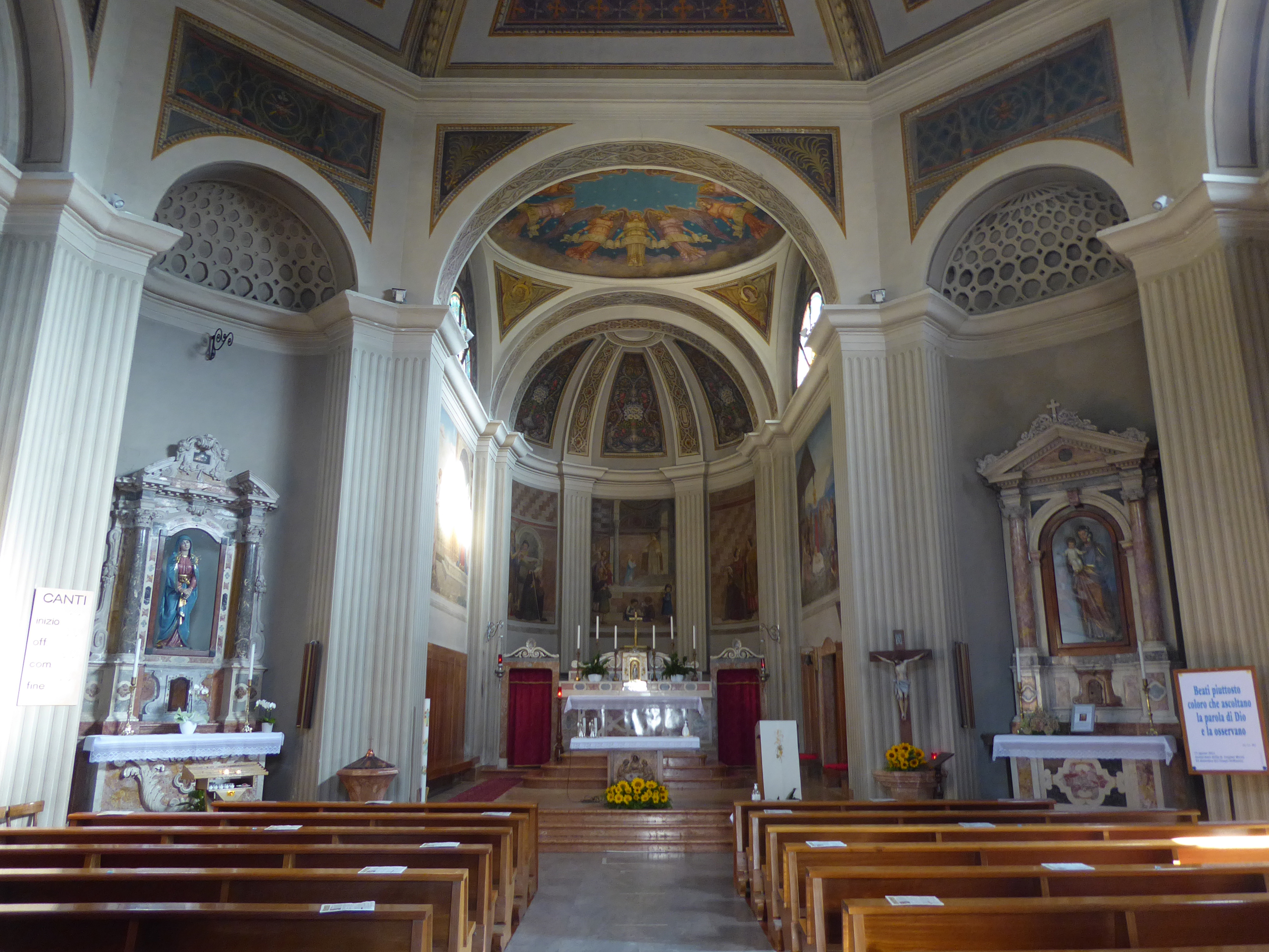
Interno

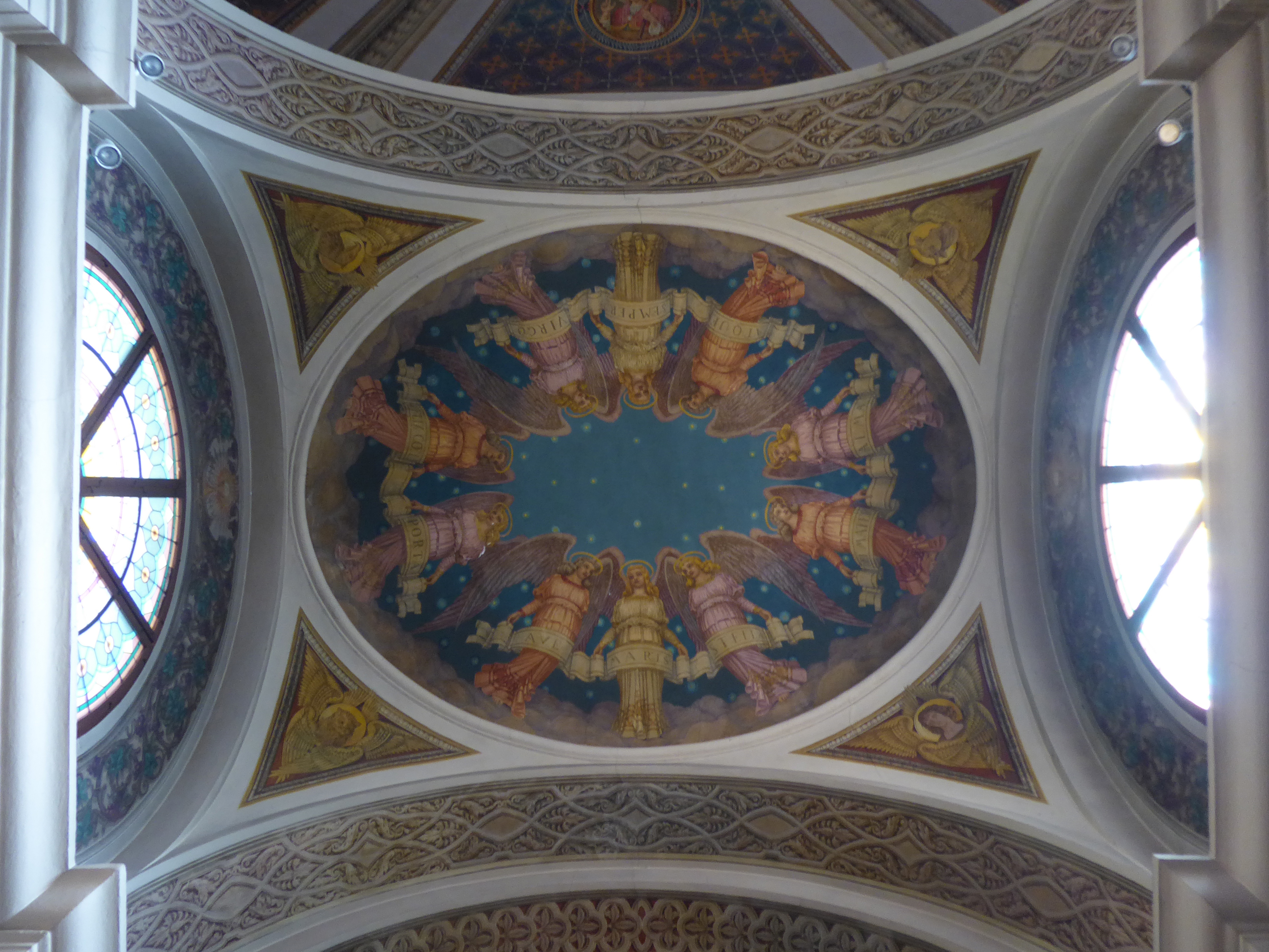
Volta del presbiterio

Si ipotizza, sulla base del ritrovamento di alcuni reperti archeologici, che sul sito fosse presente un antico edificio di epoca romana, forse di carattere religioso.

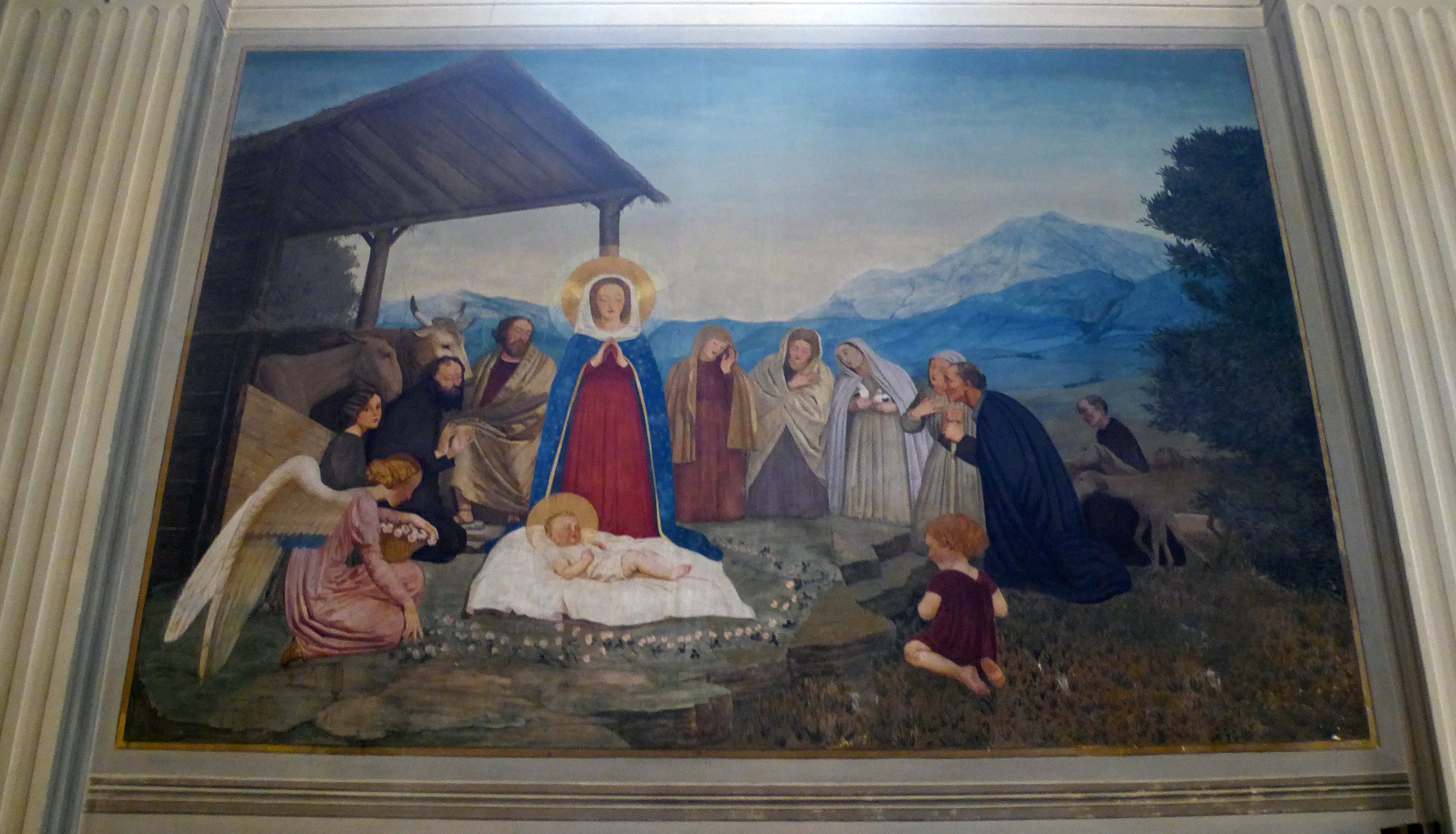
Affresco, nel presbiterio, che raffigura la Natività

Attorno al XVIII secolo Jacopo Tartarotti e Giuseppe Valeriano Vannetti studiarono due lapidi, murate assieme sotto un altare laterale, all'interno del precedente edificio dedicato a San Zenone,  e giunsero alla conclusione che esso fosse stato edificato in epoca alto medievale ampliando un primitivo sacello ricavato, agli inizi dell'epoca cristiana, da un preesistente tempietto pagano. La chiesa medievale dedicata a San Zenone era costruita con orientamento tradizionale verso est, con accanto una torre campanaria in stile romanico ed una facciata con un grande affresco raffigurante san Zenone. Il modello sembra essere stato la pieve di Mori.
La prima citazione su documenti della chiesa di Besagno si trova negli atti della visita pastorale del 1537 e poi in quella del 1636 fatta dal principe vescovo di Trento Carlo Emanuele Madruzzo. Ebbe dignità di espositura dal 1765 e di curazia dal 1829.
Nel 1836 avviene il cambio di intitolazione in quella attuale di Presentazione di Maria al Tempio.
Per adeguarlo alle necessità dei fedeli, visto l'incremento demografico, nella seconda metà del XIX secolo l'antico edificio venne abbattuto completamente (escluso il campanile ed il lato nord del presbitero). La posizione della nuova chiesa rimase la stessa ma mutò l'orientamento (sud-nord anziché ovest-est), ed aumentarono le dimensioni. Molti degli arredi e delle suppellettili del vecchio edificio vennero mantenuti; a corredo della nuova chiesa fu donata dai Conti Castelbarco una pala dipinta da Giuseppe Craffonara raffigurante la Presentazione della Beata Vergine Maria al Tempionon più presente e scomparsa nei primi anni del '900.
Un'altra variazione fu la dismissione del cimitero che vi sorgeva accanto. La costruzione venne ultimata nel 1866.
Durante il Primo Conflitto Mondiale subì forti danneggiamenti al tetto restaurati nel 1919 ad opera del Genio Militare Italiano. Nel 1929 e nel 1937 gli interni vennero arricchiti con affreschi ad opera di Adolfo Mattieli. 
Ottenne dignità di chiesa parrocchiale dal 1958.
A partire dagli anni settanta fu oggetto di adeguamenti e migliorie. Vennero aggiunte due nuove campane e venne restaurata in più occasioni. Nel corso di uno di questi interventi (1987) le due lapidi storiche, studiate nel 1882 anche dall'archeologo Paolo Orsi e che dal 1865 erano murate sulla parete esterna dell'attuale sacrestia, furono collocate all'interno, in un'apposita nicchia nella parete occidentale.

## Descrizione

### Esterni
La chiesa, che mostra orientamento verso nord, è caratterizzata dalla facciata compresa tra due torri campanarie gemelle (quella di destra è il vecchio campanile sopraelevato) con celle che si aprono ognuna con quattro finestre a monofora. Il portale è architravato e sormontato in asse dalla grande finestra a lunetta che porta luce alla sala.

### Interni
La navata interna è unica e preceduta dall'atrio con la cantoria. Il presbiterio è leggermente elevato, l'abside ha pianta semicircolare e le pareti interne sono arricchite di numerosi affreschi.